# Semidelitschia
Semidelitschia är ett släkte av svampar. Semidelitschia ingår i familjen Delitschiaceae, ordningen Pleosporales, klassen Dothideomycetes, divisionen sporsäcksvampar och riket svampar.
| Semidelitschia | \| \| Semidelitschia agasmatica \| \| \| \| |
|                | \| \| Semidelitschia agasmatica \| \| \| \| |
|                | Delitschia                                  |
|                |                                             |
|                | Ohleriella                                  |
|                |                                             |
|                | Semidelitschia agasmatica                   |
|                |                                             |

|  | Semidelitschia agasmatica |
|  |                           |